# Himmerland Rundt
Himmerland Rundt var et endags cykelløb i Danmark for professionelle cykelryttere. Cykelløbet var arrangeret som en del af UCI Europe Tour i Himmerland i Danmark. Den første udgave af løbet blev arrangeret i 2011.

## Vindere
| År   | Vinder           | Toer                   | Treer                 |        |
| ---- | ---------------- | ---------------------- | --------------------- | ------ |
| 2011 | Michael Reihs    | Rasmus Guldhammer      | Søren Pugdahl         |        |
| 2012 | André Steensen   | Nikola Aistrup         | Angelo Furlan         |        |
| 2013 | Yoeri Havik      | Kristian Dyrnes        | Magnus Cort           |        |
| 2014 | Magnus Cort      | Rasmus Guldhammer      | Søren Kragh Andersen  |        |
| 2015 | Wim Stroetinga   | Asbjørn Kragh Andersen | Johim Ariesen         |        |
| 2016 | Jonas Gregaard   | Dion Beukeboom         | Krister Hagen         |        |
| 2017 | Nicolai Brøchner | Audun Brekke Fløtten   | Nicklas Amdi Pedersen |        |
| 2018 | André Looij      | Emil Vinjebo           | Nicklas Amdi Pedersen |        |
| 2019 | Niklas Larsen    | Nicolai Brøchner       | Bas van der Kooij     |        |
| 2020 | aflyst           | aflyst                 | aflyst                | aflyst |
| 2021 | Mathias Larsen   | Nils Lau Nyborg Broge  | Rasmus Bøgh Wallin    |        |
| 2022 | aflyst           | aflyst                 | aflyst                | aflyst |